# Operatie Silberfuchs
Operatie Silberfuchs was een Duits-Finse, maar vooral door Duitsers uitgevoerde, operatie tijdens de Tweede Wereldoorlog. Het doel was om, als onderdeel van Operatie Barbarossa, de Duitse invasie van de Sovjet-Unie, de haven van Moermansk te veroveren via aanvallen vanuit Fins en Noors grondgebied. De operatie mislukte echter en Moermansk bleef in de handen van de Sovjet-Unie en bleef gedurende de hele oorlog Moermansk-konvooien ontvangen.

## Plannen en voorbereiding
Na de bezetting van Noorwegen hadden de Duitsers plannen om nikkelmijnen van Petsamo (toen van Finland) te bezetten, voor het geval er een nieuwe oorlog zou uitbreken tussen Finland en de Sovjet-Unie. Deze operatie kreeg de codenaam Operatie Renntier. Duitsland had toen al van Finland het recht gekregen om troepen te transporteren door Noord-Finland en er wegen en vliegvelden aan te leggen.

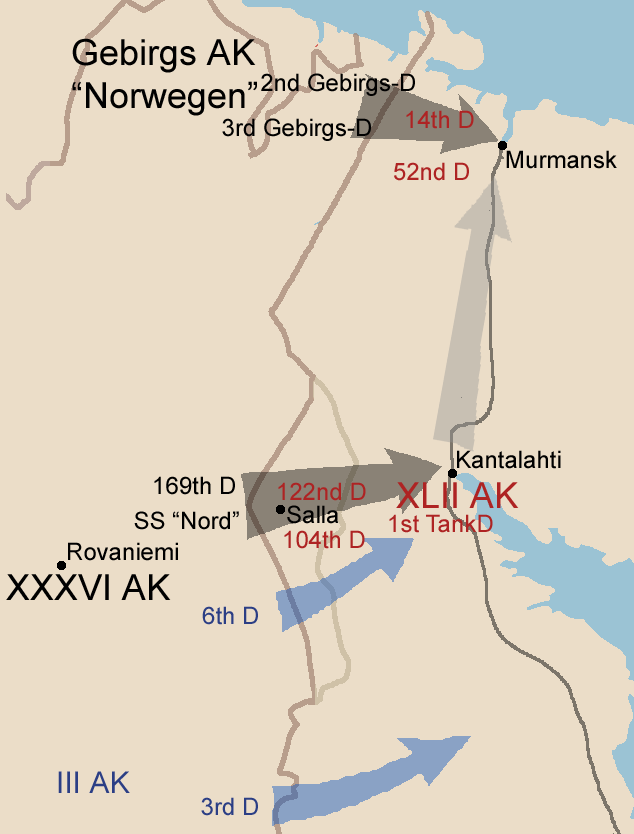
Het plan voor Operatie Silberfuchs

In januari 1941 kreeg de Duitse Generaal der Infanterie Erich Buschenhagen de opdracht om met de Finnen een mogelijke gezamenlijk Fins-Duitse invasie van de Sovjet-Unie te bespreken, onder Finse leiderschap. In februari van dat jaar kwamen de Finnen en Buschenhagen tot een overeenkomst en de Duitsers begonnen direct troepen te verplaatsen uit Noorwegen, afkomstig van het AOK Norwegen, naar Finland, onder de codenamen Blaufuchs I en Blaufuchs II. Vijf Duitse divisies, alsmede twee speciale pantsereenheden, werden in positie gebracht in Noord-Finland, samen met enkele Finse eenheden die waren gemobiliseerd onder het mom van "grensoefeningen".
Het offensief zou bestaan uit een tangbeweging, uitgevoerd in drie fasen. 
1. De eerste, voorbereidende fase, genaamd Operatie Renntier, was de bezetting van Petsamo en Kirkenes. Deze operatie zou worden uitgevoerd door twee divisies Gebirgsjäger van het Gebirgskorps Norwegen, onder bevel van Eduard Dietl. Door de bezetting van Petsamo zou het korps, via Kirkenes, in positie komen voor een aanval op Moermansk. De andere twee fasen zouden gelijktijdig worden uitgevoerd.
2. De noordelijke aanval, codenaam Operatie Platinfuchs, werd uitgevoerd door het Gebirgskorps Norwegen, bijgestaan door leden van het bataljon grenswachters van Ivalo. De troepen moesten vanuit Petsamo in oostelijke richting oprukken naar de haven van Moermansk aan de Barentszzee. De Duitse en Finse troepen kwamen tegenover de 14e- en 52e divisie van het Sovjet 14e Leger te staan. Het doel van Operatie Platinfuchs was de haven van Moermansk veroveren en de Sovjettroepen bezighouden, opdat deze zich niet konden mengen in de gevechten rond Leningrad, verder naar het zuiden.
3. De zuidelijke aanval, codenaam Operatie Polarfuchs, werd uitgevoerd door het Duitse XXXVI Gebirgskorps, onder Hans Feige. Het korps moest vanuit Kuusamo in oostelijke richting optrekken, langs de lijn Salla-Urinsalmo. Het XXXVI Gebirgskorps bestond uit twee Duitse divisies, de 169e Infanteriedivisie en de 6. SS-Gebirgs-Division Nord, één Finse divisie, de 6e Infanteriedivisie, ondersteund door twee Duitse speciale pantsereenheden die getraind waren om te opereren onder extreme omstandigheden. Ze zouden tegenover de Sovjet 122e divisie komen te staan. De bedoeling was om Kandalaksja, aan de Witte Zee (Karelië) te veroveren en om de troepen van het Noordelijk Front van de Sovjet-Unie bezig te houden, die anders naar Moermansk zouden worden gestuurd om het te verdedigen tegen Operatie Platinfuchs.

De acties werden gevolgd door verdere Finse offensieven, bijvoorbeeld rond het Ladogameer, op de Karelische Landengte en later verder in Karelië, als deel van de Vervolgoorlog.

## Operatie Renntier
Het eerste deel van de operatie, Operatie Renntier, werd gelanceerd op 22 juni 1941, tezamen met Operatie Barbarossa. De twee divisies van het Gebirgskorps Norwegen, de 2e en 3e divisie, trokken op vanuit Kirkenes en bezetten het gebied rond Petsamo. De operatie was succesvol, de Duitse verschijning aan de grens verraste de Sovjets. De troepen van het korps hergroepeerden zich en maakten zich klaar voor de volgende fase, Operatie Platinfuchs. In het zuiden maakten de troepen van het 'XXXVI Gebirgskorps zich klaar voor het andere deel van de volgende fase, Operatie Polarfuchs. Op 26 juni 1941 verklaarde Finland de oorlog aan de Sovjet-Unie, waarmee Operatie Silberfuchs echt kon gaan beginnen.

## Operatie Platinfuchs
Op 29 juni vielen Dietls troepen aan. De Duitse troepen stuitten op hevig verzet van de Sovjettroepen van het 14e Leger en vorderden maar langzaam, terwijl de Sovjets hun defensie bleven bevoorraden en versterken, met een extra divisie en verschillende marine-eenheden vanuit Moermansk. De Sovjettroepen hielden stand en de aanvallers waren in de minderheid. Op 17 november, na enkele mislukte pogingen om de Litsarivier over te steken, moest Dietl toegeven dat Operatie Platinfuchs was mislukt. De frontlinie werd al snel rustiger toen de Duitsers het offensief staakten en zich ingroeven. De rest van de oorlog zou het noordelijke front voor het grootste gedeelte stabiel en rustig blijven, tot het Sovjet-tegenoffensief in 1944, met uitzondering van enkele kleinere schermutselingen.

## Operatie Polarfuchs
Feiges troepen vielen op 29 juni aan. De SS divisie belandde direct in gevechten rond de dorpjes Märkä en Salla. Tijdens deze hevige gevechten presteerde de divisie zwak en verloor ze 700 man in twee dagen. De divisie moest al snel de gevechten staken. De Duitse opmars richting Kandalaksha werd daardoor hevig vertraagd en uiteindelijk tot stilstand gebracht, terwijl het aantal troepen van het Gebirgskorps snel afnam. Al snel stagneerde ook hier het front, afgezien van enkele schermutselingen en patrouilles. Adolf Hitler beëindigde Operatie Silberfuchs op 17 november 1941.

## Nasleep
De mislukte Operatie Silberfuchs had een blijvend effect op het verdere verloop van de oorlog. Terwijl alle overige Sovjetlinies waren doorbroken in 1941, hielden de strijdmachten van Roman Panins Noordelijk Front stand en wisten ze de Duitse troepen met 15% te reduceren. Het Duitse falen kan worden toegeschreven aan verschillende factoren: 
1. ten eerste het ruw terrein zonder wegen dat de opmars van de Duitse troepen hinderde.
2. Ten tweede het gebrek aan betrouwbare inlichtingen vooraf. Dit leidde tot verkeerde aannames en conclusies.
3. Ten derde een lange, zwakke communicatielijn die gemakkelijk afgesneden kon worden, waardoor er zo goed als geen contact meer was tussen de troepen aan het front en die in het achterveld.
4. Ten vierde was er het hevige verzet van de Sovjets, waardoor de doorbraak onmogelijk werd en de stagnatie van het front onvermijdelijk.

De haven van Moermansk bleef de gehele oorlog in Sovjethanden. Van hieruit ontving de Sovjet-Unie ongeveer een kwart van al het Lend Lease materiaal, tezamen met de haven van Archangelsk. Mede dankzij deze bevoorradingen met de Moermansk-konvooien kwam de Sovjet-Unie snel de invasie van 1941 te boven.
De oorlog in het noorden zou doorgaan tot aan mei 1945. Op 19 september 1944 sloten de Finnen wapenstilstand met de Sovjet-Unie en begonnen ze de Laplandoorlog tegen Duitsland. In oktober 1944 begon het Rode Leger Operatie Kirkenes-Petsamo, en wisten daarbij een doorslaggevende overwinning op de Duitse troepen in het Arctisch gebied te boeken.